# 岡本玄冶
岡本 玄冶（おかもと げんや）は、江戸時代前期の医者。名は宗什、のち諸品と改める。

## 生涯
幼いころより医書を学んだが、慶長7年（1602年）から曲直瀬玄朔の門下となり、慶長15年（1610年）には学頭となって後身への教授を行うようになった。後に玄朔から著書と共に奥義を唯一伝授され、啓迪庵の号を許された。また晩年の徳川家康に謁見している。元和4年（1618年）、法眼に叙任。
元和9年（1623年）、徳川秀忠・家光が上洛した際にこれに仕え、家光に従って江戸に下向した。寛永2年（1625年）、家光の日光社参に従った際、家光が喉を病んだ事があったが、薬を処方して平癒させている。寛永4年（1627年）からは隔年で江戸に出仕し、寛永5年（1628年）、秀忠の推薦で法印に叙され、また院号を許されて啓迪院と称した。寛永10年（1633年）、秀忠が病に侵された際、他の侍医が匙を投げる中でこれを平癒させた。寛永13年（1636年）、徳川和子に病があった際に上洛した。この時、京都で朝鮮通信使の三使と交流があり、以後も文通を行っている。また京都所司代板倉重宗とも親しかった。寛永14年（1637年）、家光の病を平癒させたため、翌年に山城国葛野郡・武蔵国都筑郡に1000石を与えられた。
以後も江戸と京都を往復し、洛中では天皇の診療をする事もあった。また江戸では日本橋北に屋敷を持ち、後の玄冶店の語源となった。家督は子の玄琳が継承。著書に「灯下集」「玄冶配剤口解」「玄冶方考」「通俗医海腰舟」「傷寒衆方規矩」などがある。